# Якубович, Михаил Михайлович
Якубович Михаил Михайлович (1986, Острог Ровненской области) — кандидат исторических наук, украинский востоковед, переводчик, исследователь доктринальной и философской мысли исламского мира. Председатель Центра исламоведческих исследований Национального университета «Острожская академия», с 2020 — сотрудник Фрайбургского университета (Германия). Автор первого полного перевода смыслов Корана на украинский язык с арабского (Медина, 2013, новые издания — Киев, 2015, Анкара, 2016 — 2 издание — с арабским текстом и только с украинским, Днепр, 2016), официально опубликованного правительственными организациями Саудовской Аравии и Турции, исламскими организациями Украины. Переводчик также ряда философских и доктринальных трудов исламских мыслителей (произведений Аль-Фараби и ибн Рушда, отрывков из трудов Мискавайга, Фахр ад-Дина ар-рази, ибн Хальдуна, Абдессаляма Яссина и др.). Исследователь религиозно-философского наследия Крымского ханства. Опубликовал (в том числе и в соавторстве) несколько монографий и более 100 научных публикаций на Украине и за рубежом. Участник многих международных научных конференций и исследовательских проектов в США, Польше, Германии, Бельгии, Италии, Саудовской Аравии, Иране, Турции, России, Белоруссии и др.

## Биография
Михаил Якубович родился в 1986 году в Остроге на Ровенщине в семье художника и учителя Михаила Георгиевича Якубовича.
С 2008 года работает на кафедре религиоведения Национального университета «Острожская академия». В 2008 и 2010 годах стажировался в Польше (университет) и Саудовской Аравии (Научный отдел Центра им. короля Фахда по изданию Корана в Медине), некоторое время работал в Институте перспективных исследований (Принстон, США). Известность получили исследования М. Якубовича в области мусульманской экзегетики, проблем веры и разума в мусульманской культуре, актуальных вопросов изучения бытия ислама на территории Украины, в частности развития мусульманской философской традиции в Золотой Орде и Крымском ханстве. Впервые исследовал и опубликовал исследование философского наследия крымских мыслителей Шараф ад-Дина аль-Кырыми, Сайида Ахмада аль-Кырыми, Ибрагима аль-Кырыми, Абу ль-Бака аль-Кафауви, Мухаммада аль-Аккирмани и др. На ранее неизвестных рукописных материалах показал значение мыслителей Крымского ханства в контексте развития постклассической исламской философской мысли (XIV—XVIII века.)
Член редакционной коллегии международного исламского журнала «The Minaret of Islam», журнала «Украина и исламский мир» (г. Киев), Международной ассоциации гуманитариев (США), Исламского колледжа перспективных исследований (Норвич, Великобритания).

## Научные труды

### Избранные книги
- Интерпретации проблем истории религии представителями исламского традиционализма (классическая и посткласическая сутки). Острог, 2010 (кандидатская диссертация).
- Ибн Рушд. Решающее слово. Острог, 2011.
- Исламские процессы в Украине и мире (2 разделы). Киев, 2011.
- Europa Srodkowo-Wschodnia w procesie transformacji i integracji (1 раздел). Замосць, 2011.
- Ян Лятос. Ренессансная философия и наука на украинских землях (в соавторстве с П. Н. Кралюком). Острог, 2011.
- Ислам: практические аспекты. Острог, 2012.
- Преславный Коран. Перевод смыслов на русском языке. Медина, 1434/[2012-2013].
- Михаил Якубович. Ислам в Украине: история и современность. — Винница: ООО «Нілан-ЛТД», 2016. — 264 с. — (Библиотека исламоведения). — 1000 экз. — ISBN 978-966-924-218-1.
- ِФилософская мысль Крымского ханства. Киев: Кладовка, 2016.

### Избранные статьи
- Russian Translations of the Meanings of the Glorious qur’an: Problems and Prospects // Journal of Qur’anic Research and Studies. — 2007. — Issue 4. — Vol. 2. — P. 29-54.
- Prophethood as a Historical Necessity: Βetween Τhe Islamic Traditionalism and Τhe Eastern Neoplatonism // Studia Antyczne i Mediewistyczne. — № 7 [42]. — 2009. — P. 57-43.
- Islam and Muslims in Contemporary Ukraine: Common Backgrounds, Different Images // Religion, State and Society. — 2010. — Vol. 38. № 3. — P. 289—302.
- Translation as a Form of Da’wah: a Unique Cultural Experience of King Fahd Glorious qur’an Printing Complex and Its influence on Islamic Ummah / Abhath al-Mu’ttamar al-‘Alami al-Awwal ‘an Juhud al Mamlakah al-‘Arabiyah as-Sa’udiyah fi Khidmah al-Qadayah al-Islamiyah. — Madinah-Riyadh: Islamic University-Archive of King Abd al-‘Aziz, 2011. — Vol. 2. — P. 437—477.
- An Issue of Freedom of Belief in Modern Islamic Exegetics [Abstract] // Mu’ttamar al-Islam wa s-Salam. Dalil al-Mulakhisat wa s-Siyar az-Zatiyyah li-l-Bahithina wa l-Bahithat. — Ad-Dammam: Jami’ah ad-Dammam, 1433/2012. — P. 231—232.
- An Issue of Freedom of Belief in Modern Islamic Exegetics // Mu’ttamar al-Islam wa s-Salam. — Ad-Dammam: Jami’ah ad-Dammam, 1433/2012. — Vol. 2. — P. 1345—1391.
- A Cultural Significance of the Modern Islamic Exegetics for the Theory of Religious Tolerance // Non-Aligned Movement Yearbook on Human Rights and Cultural Diversity. Edited by: Kamran Hashemi and Linda Briskman. — Tehran: NAM Center for Human Rights and Cultural Diversity, 2012. — Vol. 1. — P. 205—220.
- Reception of ibn Sina in Early Modern Ottoman Philosophy: Case of al-Aqkirmani // Inter-cultural Transmission of Intellectual Traditions in the Middle Ages and the Early Modern Period A comparative perspective: Warsaw, 27th-29th September 2012. Abstract book. — Warsaw: Faculty of History, University of Warsaw & Institute of History, Polish Academy of Sciences. — 2012. — P. 31-33.
- The Qur’anic Ideals of Human Reason in Abdessalam Yassine’s Theory of the Prophetic Method // Kitab ‘Amal al-Mu’ttamar al-‘Alami ad-Dawli al-Awwal fi Mawdhu’ "Markaziyah al-qur’an al-Karim fi Nazariyah al-Manhaj an-Nabbauwi ‘inda al-Ustadh ‘Abd as-Salam Yassine. ‒ Istanbul: IESI, ISAV, C. I. R. E. E. S, 2012. ‒ Vol. 3. ‒ P. 1628—1644.
- Muḥammad al-Aqkirmānī and his ‘Iqd al-La'ālī: the Reception of Ibn Sīnā in Early Modern Ottoman Empire // The Journal of Ottoman Studies. ‒ 2013. ‒ № 41. — P. 197—219.
- A Cultural Significance of the Modern Islamic Exegetics for the Theory of Religious Tolerance // International Studies Journal. ‒ Spring 2013. ‒ Vol. 9. № 4. ‒ P. 79-91.
- Post-Classical Islamic Philosophy in the Medieval Crimea: Sharaf al-Din al-Qirimi and Ahmad al-Qirimi // Studia Antyczne i Mediewistyczne. — 2013. — Vol. 11 [46]. — S. 207—221.
- Jan Latosz (1539—1608) and His Natural Philosophy: reception of Arabic science in early modern Poland // Cultures in Motion. Studies in the Medieval and Early Modern Periods. Ed. by Adam Izdebski and Damian Jasiński. — Krakow: Jagiellonian University Press, 2014. — PP. 235—255.
- Mykhaylo Yakubovych. A Neglected Ottoman Sufi Treatise from 16th century: Mawāhibal-Rahman fī bayān Marātib al-Akwān by Ibrāhīm al-Qirīmī // The Journal of Ottoman Studies. — 2015. — № 45. — P. 137—161.

### Избранные переводы
- ’Абд ар-Рахман ибн Хальдун. Мукаддима. Пер. с араб. М. Н. Якубовича // Философские поиски. Философия и жизнь: формы и пути взаимовлияний. — Львов-Одесса: Cogito-Центр Европы, 2007. — Вып. XXIII. — С. 288—302.
- Ибн Хальдун. О человеческую цивилизацию. Перевел с арабского М. Якубович // Киевская Русь. — Книга 6 (XXVI). — 7516 (2008) год. — С. 61-72.
- Якубович, Н. Н. Аль-Фараби. Книга религии. Предисловие, перевод с арабского и комментарии // Украинское религиоведение. — 2008. — № 47. — С. 232—252.
- Мискавайг, Абу‘ Али. Верблюды, которые бегут, и собаки, которые их волнуют: Предисловие, перевод с арабского и комментарии Михаила Якубовича / А. Мискавайг, А. ао-Таухиди // Вселенная. — 2009. — № 9-10. — С. 173—185.
- Ибн Рушд. Решающее слово о связи религиозного закона и человеческой мудрости. Пер. с араб., передм. и ком. М. Якубовича — Острог: Национальный университет «Острожская академия», 2011. — 84 с.

## Награды
- Благодарность от Кабинета Министров Украины за активную научно-исследовательскую и общественную деятельность (2008);
- Награда Исламского университета Медины (Саудовская Аравия) за участие в первой международной научной конференции под патронатом короля Абдаллы «Вклад Королевства Саудовская Аравия в развитие исламского мира» (2010).
- Награда Даммамского университета (Саудовская Аравия) за участие в конференции «Ислам и проблемы мира» (2012).
- Почетный член Союза одаренной молодежи (2011).
- Грамота Президиума НАН Украины за серию публикаций, посвященную изучению арабской философской мысли (2012).
- Специальная награда Национального конкурса философских переводов (2016)
- Лауреат премии им. Бекира Чобан-Заде (2017)
- Лауреат премии им. Николая Лукаша «Ars Translationis» (2017)

## Интервью и публикации о Михаила Якубовича
- Михаил Якубович: «Я акцентировал внимание на смыслах, которые эта книга несет человечеству».
- Бог — один. его имя звучит по-разному / Семья и Дом.
- Первый полный перевод Корана на украинском / Укринформ.
- Выступление в кафе-магазине «Кабинет» (17 марта 2011 года) (недоступная ссылка).
- Видеокомментарий: круглый стол «Проблема религиозной толерантности в сакральных традициях авраамических религий», 2 июня 2011 года Архивная копия от 10 октября 2016 на Wayback Machine.
- Михаил Якубович: Религия и политика — это братья-близнецы.
- Переводчик Корана: В Украине отсутствует традиция переводов с арабского Архивировано 1 июня 2014 года.
- Исламские культуры, в отличие от западных, не развязывали мировых войн, — переводчик Корана Михаил Якубович Архивная копия от 15 декабря 2018 на Wayback Machine

## Интернет-источники
- Кафедра религиоведения Национального университета «Острожская академия» Архивная копия от 24 января 2018 на Wayback Machine.
- Страница на сайте проекта 1576.ua.
- Статьи и переводы М. М. Якубовича.
- Преславный Коран. Перевод смыслов на русском языке Архивная копия от 23 марта 2018 на Wayback Machine.
- Авторская колонка на портале «Ислам в СНГ» Архивная копия от 11 марта 2018 на Wayback Machine.
- Статьи в «Украинской неделе» Архивная копия от 15 марта 2018 на Wayback Machine
- Коран: Переклад смислів з арабської мови Архивная копия от 8 февраля 2019 на Wayback Machine